# Corasoides
Genre
Corasoides est un genre d'araignées aranéomorphes de la famille des Desidae.

## Distribution
Les espèces de ce genre se rencontrent en Australie et en Papouasie-Nouvelle-Guinée.

## Liste des espèces
Selon World Spider Catalog (version 18.5, 17/11/2017) :
- Corasoides angusi Humphrey, 2017
- Corasoides australis Butler, 1929
- Corasoides cowanae Humphrey, 2017
- Corasoides motumae Humphrey, 2017
- Corasoides mouldsi Humphrey, 2017
- Corasoides nebula Humphrey, 2017
- Corasoides nimbus Humphrey, 2017
- Corasoides occidentalis Humphrey, 2017
- Corasoides stellaris Humphrey, 2017
- Corasoides terania Humphrey, 2017

## Publication originale
- Butler, 1929 : « Studies in Victorian spiders. No. 1 », Proceedings of the Royal Society of Victoria, vol. 42, p. 41-52.